# Lugaid III Laigde
Lugaid III Laigde – legendarny zwierzchni król Irlandii z dynastii Milezjan (linia Emera) w latach 365-361 p.n.e. Syn Eochaida VII, zwierzchniego króla Irlandii, który zginął z rąk dwóch osób: Airgetmara, swego następcy, oraz Duacha Ladgracha. Duach zaproponował Lugaidowi sojusz, celem zabicia jego dawnego wspólnika w zabójstwie. Lugaid, przyjmując to, pomógł mu zabić Airgetmara oraz zająć wolny zwierzchni tron. Jednak nie zapomniał o obowiązku pomszczenia śmierci ojca, zabijając Duacha II Ladgracha, po okresie dziesięciu lat jego rządów. Po czym zajął opróżniony zwierzchni tron irlandzki. Rządził krajem przez cztery lub siedem lat, gdy został zabity przez swego następcę, Aeda I Ruada, wnuka Airgetmara. Lugaid pozostawił po sobie syna Rechtaida Rigderga, przyszłego zwierzchniego króla Irlandii. 
Geoffrey Keating (zm. ok. 1645), duchowny i uczony irlandzki, przekazał o nim opowieść z Cóir Anmann, w jaki sposób on otrzymał przydomek Laighdhe (Laoghdha). Według tej opowieści, miał być jednym z pięciu synów Daire’a Doimthecha, wszystkich tego samego imienia. Ojciec bowiem dowiedział od druida, że syn o imieniu Lugaid zostanie władcą Irlandii. Potem zapytał go, który z nich będzie królem. Druid kazał zabrać synów do Tailtiu, celem ścigania pięknego młodego jelenia. Ten który złapie i zabije jelenia, zostanie w przyszłości królem. Synowie Daire’a ścigali młodego jelenia z Tailtiu do Beann Eadair, gdzie magiczna mgła rozdzieliła pięciu braci od ludzi Irlandii. Bracia poszli stąd do Dal Maschorb w Leinsterze, by dalej ścigać jelenia. Tam jeden z nich dogonił jelenia i zabił go, otrzymując z tego powodu swój przydomek Laigde, oznaczający zapewne „Młody Jeleń”. 